# John August Anderson
John August Anderson   (Rollag, 7 d'agost de 1876 - Altadena, 2 de desembre de 1959) va ser un astrònom estatunidenc, especialitzat en aplicar la interferometria a la determinació de les estrelles binàries.

## Biografia
Anderson va néixer a Rollag, una petita comunitat del Comtat de Clay, al sud de Hawley (Minnesota).
Anderson va rebre el seu Ph.D. a la Universitat Johns Hopkins el 1907, i es va quedar allà després de la seva graduació. El 1908 es va convertir en professor d'astronomia de la universitat. El 1909 li van confiar la responsabilitat dels dispositius utilitzats per a la creació de xarxes de difracció.
El 1916 va començar a treballar a l'Observatori de Mount Wilson i va romandre allà fins al 1956. La seva contribució més important va ser l'adaptació de la tècnica d'interferometria de Michelson per a la mesura de les estrelles dobles properes. Va utilitzar una màscara rotativa en el focus per mesurar la separació de Capella.

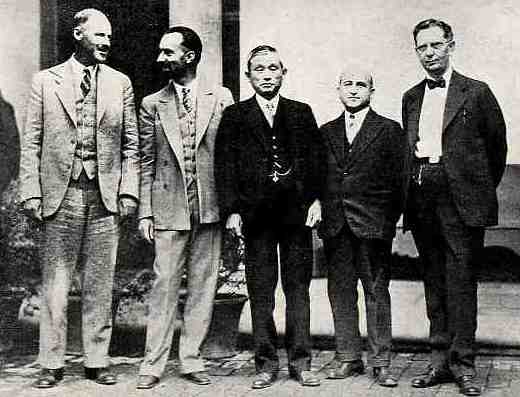
John August Anderson (última a la dreta) al costat de Beno Gutenberg a la Societat Americana d'Enginyers Civils el 1931
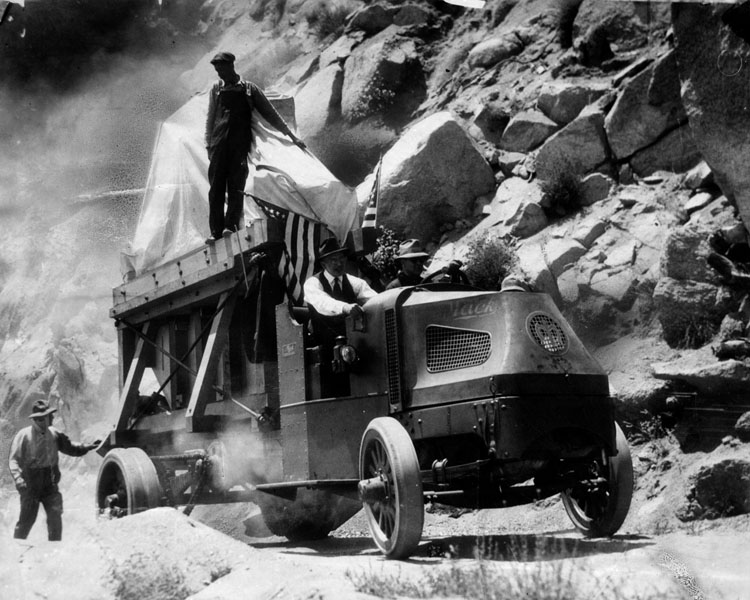
El transport del gran mirall de 2,5 m per a l'observatori de Mount Wilson, el 1917

Des de 1928 fins al 1948 va treballar a l'Institut Tecnològic de Califòrnia (Caltech), participant en l'instrumental i el disseny òptic del telescopi de l'Observatori Palomar. Durant aquest període va col·laborar estretament amb George E. Hale i la Fundació Rockefeller.
Va morir en Altadena, Califòrnia.
Va rebre la medalla Howard N. Potts del Franklin Institute el 1924.

## Publicacions
- «On the Application of the Laws of Refraction in Interpreting Solar Phenomena» (en anglès). Astrophysical Journal, 31, 1910.
- A method of investigating the Stark effect for metals, with results for chromium, 1917 (anglès).
- The vacuum spark spectrum of calcium, 1924 (anglès).
- «The Use of Long Focus Concave Gratings at Eclipses» (en anglès). Publications of the Astronomical Society of the Pacific, 38, 1926.
- Anderson, J. A. «Ronchi's Method of Optical Testing» (en anglès). Astrophysical Journal, 70, 1929.
- Spectral energy-distribution of the high-current vacuum tub, 1932 (anglès).
- «On the application of Michelson's interferometer method to the measurement of close double stars» (en anglès). Astrophysical Journal, 51, 6-1920.
- «Optics of the 200-inch Hale Telescope» (en anglès). Publications of the Astronomical Society of the Pacific, 60, 1948.

## Eponímia
- El cràter lunar Anderson té aquest nom en la seva memòria.[2]